# Mistrovství Asie a Oceánie v ledním hokeji do 18 let 1992
Mistrovství Asie a Oceánie v ledním hokeji do 18 let 1992 byl devátý asijský U18 turnaj v ledním hokeji. Konal se od 16. do 22. března 1992 ve čtvrti Harutori v Kuširu na ostrově Hokkaidó v Japonsku. Turnaje se zúčastnilo pět družstev, která hrála jednokolově každé s každým. Vítězství si připsali junioři domácího Japonska před juniory Severní Koreje a juniory Číny, přičemž první dva týmy měly po třech vítězstvích a vzájemnou remízu a o pořadí rozhodlo skóre ze všech zápasů.

## Výsledky
|    |               | Japonsko | Severní Korea | Čína | Jižní Korea | Austrálie | V | R | P | VG | OG | B |
| 1. | Japonsko      | ***      | 2:2           | 5:0  | 9:1         | 20:0      | 3 | 1 | 0 | 36 | 3  | 7 |
| 2. | Severní Korea | 2:2      | ***           | 5:1  | 7:0         | 8:3       | 3 | 1 | 0 | 22 | 6  | 7 |
| 3. | Čína          | 0:5      | 1:5           | ***  | 5:2         | 14:4      | 2 | 0 | 2 | 20 | 16 | 4 |
| 4. | Jižní Korea   | 1:9      | 0:7           | 2:5  | ***         | 9:4       | 1 | 0 | 3 | 12 | 25 | 2 |
| 5. | Austrálie     | 0:20     | 3:8           | 4:14 | 4:9         | ***       | 0 | 0 | 4 | 11 | 51 | 0 |